# سد کهیر
سد مخزنی كهير یک سد بتنی غلتکی بر روی رود کهیر است که‌ در‌ شمال بخش کهیر شهرستان کنارک استان سیستان و بلوچستان احداث شده است. این سد که در فاصله ۸۴ کیلومتری شمال غربی چابهار واقع شده با ارتفاع تاج ۵۵ متر بزرگترین سد مخزنی استان سیستان و بلوچستان از نظر حجم مخزن و ارتفاع تاج سد است.
روستای کهیر در ۵ کیلومتری جنوب این سد قرار دارد. رود کهیر در ۲۰ کیلومتری جنوب این سد به دریای عمان می‌ریزد.
علاوه‌بر سد اصلی، در شمال شرقی سد، یک سد خاکی با نام زینچه به طول ۱.۵۰۰ متر نیز طراحی و ساخته شده‌است.

## اهداف
از این اهداف می‌توان تأمین آب آشامیدنی، کشاورزی سواحل مَکُران و روستاهای محدوده سد کهیر اشاره‌کرد.
آب دهی سالانه سد کهیر به میزان ۱۸۲ میلیون مترمکعب در سال برآورد شده که از این میزان از محل سد کهیر ۶۴ میلیون و ۸۰۰ هزار مترمکعب آب در سال برای استفاده تخصیص یافته است که شامل ۳.۸ میلیون متر مکعب در سال جهت تامین آب آشامیدنی ۵۵ روستاهای محدوده سد کهیر، ۲۵ میلیون متر مکعب آب صنعت، ۱۰ میلیون متر مکعب برای کشاورزی در منطقه و ۲۶ میلیون متر مکعب در سال جهت تامین نیاز محیط زیست در پایین دست سد تا دریا می‌باشد.

## تاریخچه و پیشینه
- سال ۱۳۸۰: آغاز ساخت سد با بودجه ۲۰۰ میلیارد تومانی؛
- سال ۱۳۹۳:  احمد عاقبت‌بخیر مدیر عامل وقت شرکت آب منطقه‌ای سیستان و بلوچستان خبر از بهره‌برداری این سد تا پایان سال ۱۳۹۶ داد؛
- سال ۱۳۸۹: بعد از سیل در استان در این سال، وزیر نیروی وقت خبر از افتتاح سد تا حداکثر ۱۵ ماه آینده داد[۱۱]
- سال ۱۴۰۰: محمد دلمرادی مدیر عامل شرکت آب منطقه‌ای سیستان و بلوچستان با بیان اینکه دلیل به تعویق افتادن ساخت این سد و پروژه‌های مشابه تامین منابع مالی است که در این مورد قرار به تامین مالی از طریق وام بانک توسعه اسلامی بوده است و با توجه به اتمام این وام باید از منابع داخلی هزینه و بودجه دولت هزینه سد پرداخت شود.[۱۱]
- اردیبهشت ماه سال ۱۴۰۲: در نهایت آبگیری سد در سفر سید ابراهیم رئیسی، رئیس‌جمهور وقت به استان به صورت رسمی شروع شد[۱۲]

## مشخصات فنی سد
این سد از نوع سد بتن غلتکی (CMD-FSHD) است که ارتفاع آن ۵۴ متر، طول تاج ۳۸۲ متر، عرض تاج سد پنج متر، حجم بتن ریزی سد ۷۷۰ هزار متر مکعب، طول سریز ۱۲۲ متر، نوع سرریز آزاد و بدون دریچه، سطح دریاچه در تراز نرمال ۲۳ کیلومتر مربع، طول دریاچه ۲۱ کیلومتر، حجم اولیه مخزن در تراز نرمال ۳۴۳ میلیون متر مکعب و ظرفیت آبگیری آن پنج متر مکعب در ثانیه است.

## نگارخانه

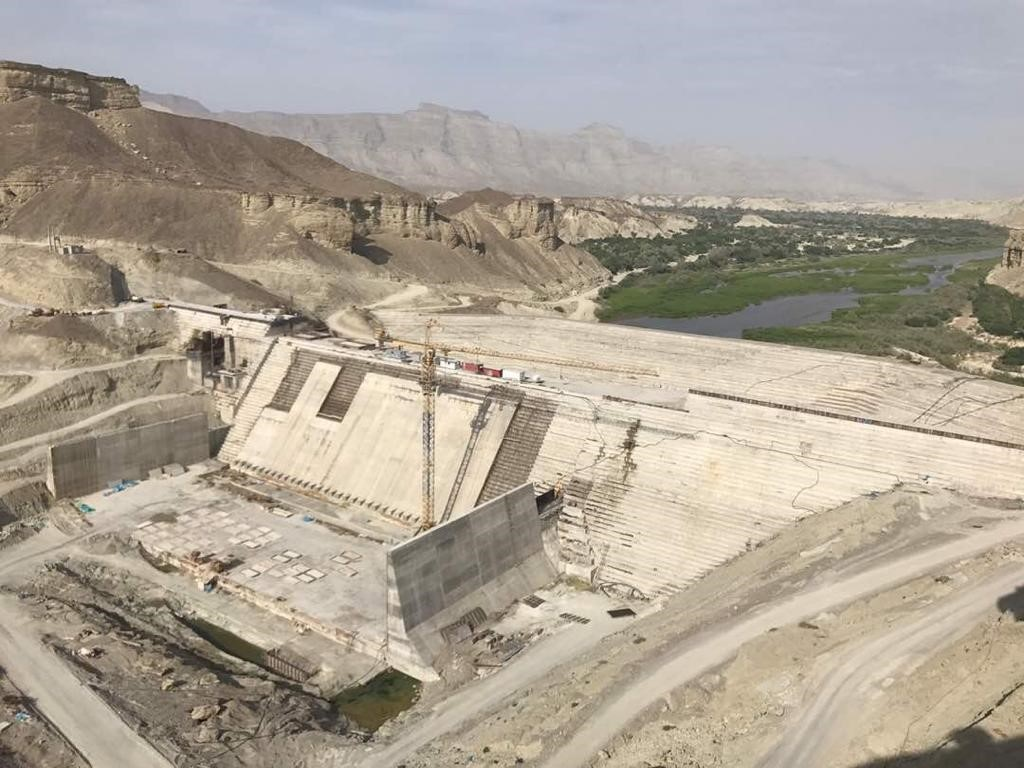
سد در حال ساخت
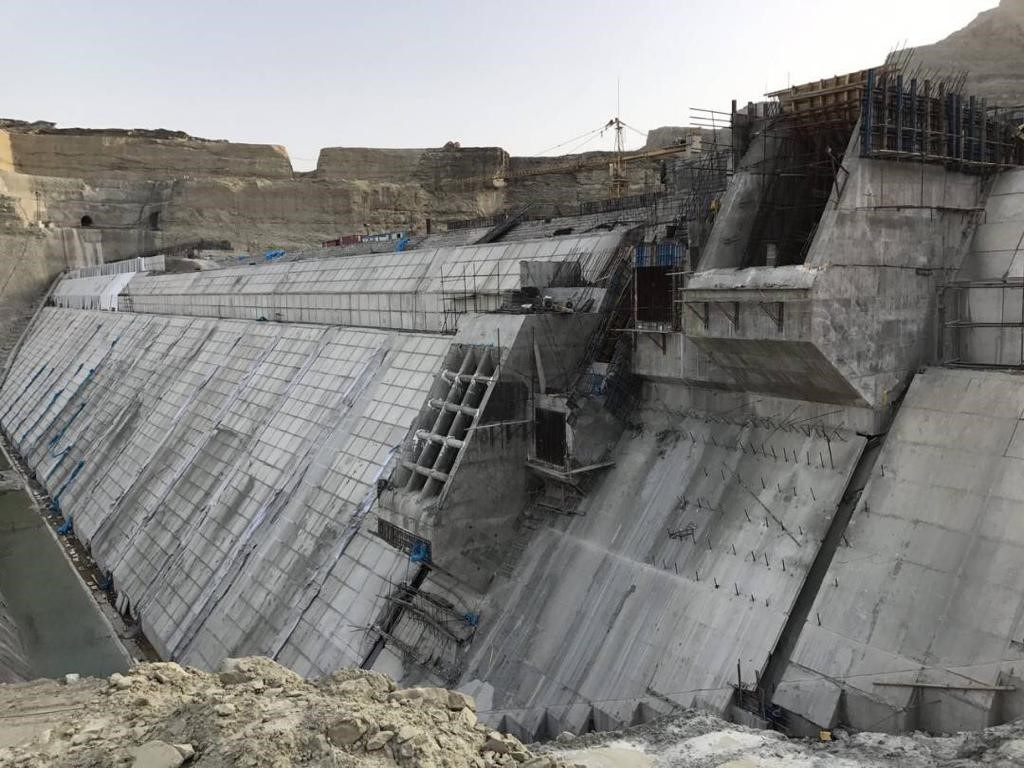
سد در حال ساخت
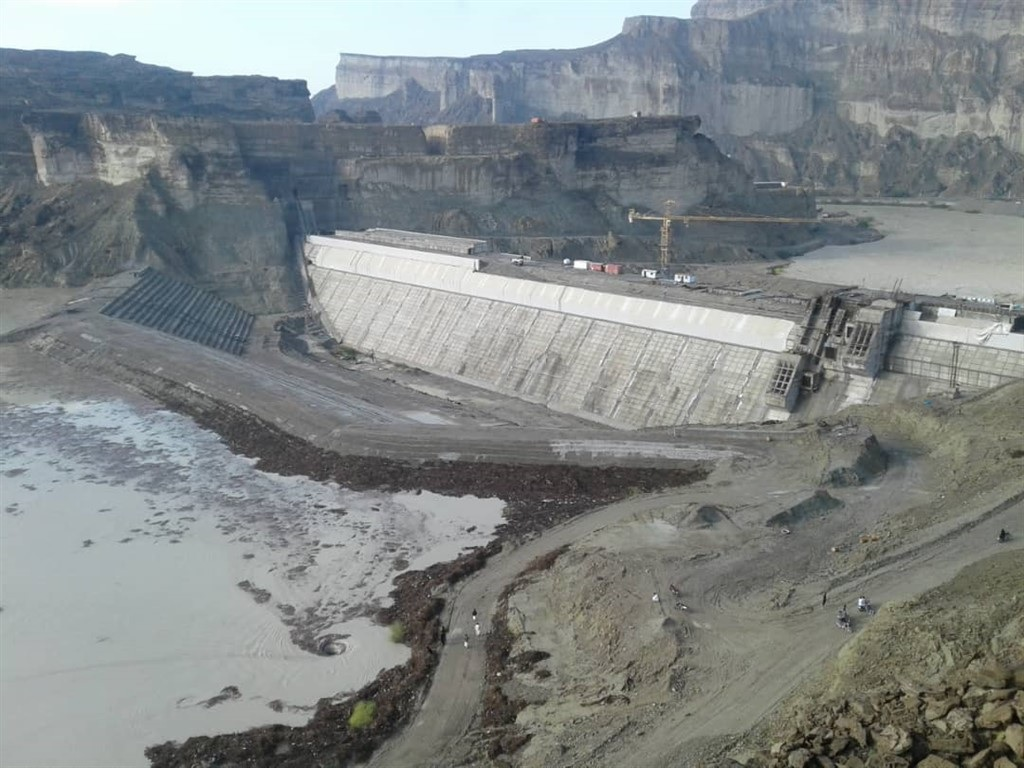
سد و دیواره جلویی در حال ساخت
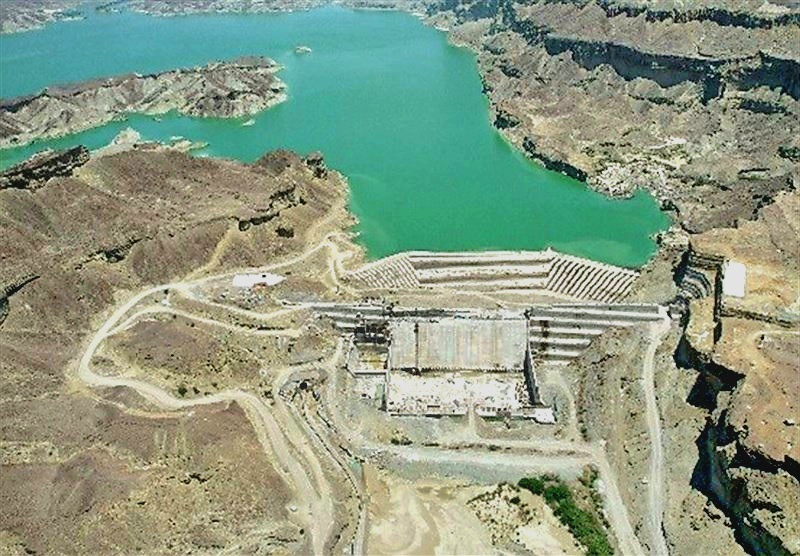
سد در حال ساخت